# Ralf Haber
Ralf Haber (ur. 18 sierpnia 1962 w Altenburgu) – niemiecki lekkoatleta, młociarz, reprezentujący przez większość kariery NRD.

## Sukcesy
- brązowy medal mistrzostw świata (Rzym 1987)
- 4. miejsce na igrzyskach olimpijskich (Seul 1988)
- 3. miejsce podczas pucharu świata (Barcelona 1989)
- czterokrotny mistrz NRD[1]

## Rekordy życiowe
- rzut młotem – 83,40 (1988) rekord Niemiec